# Beek en Donk

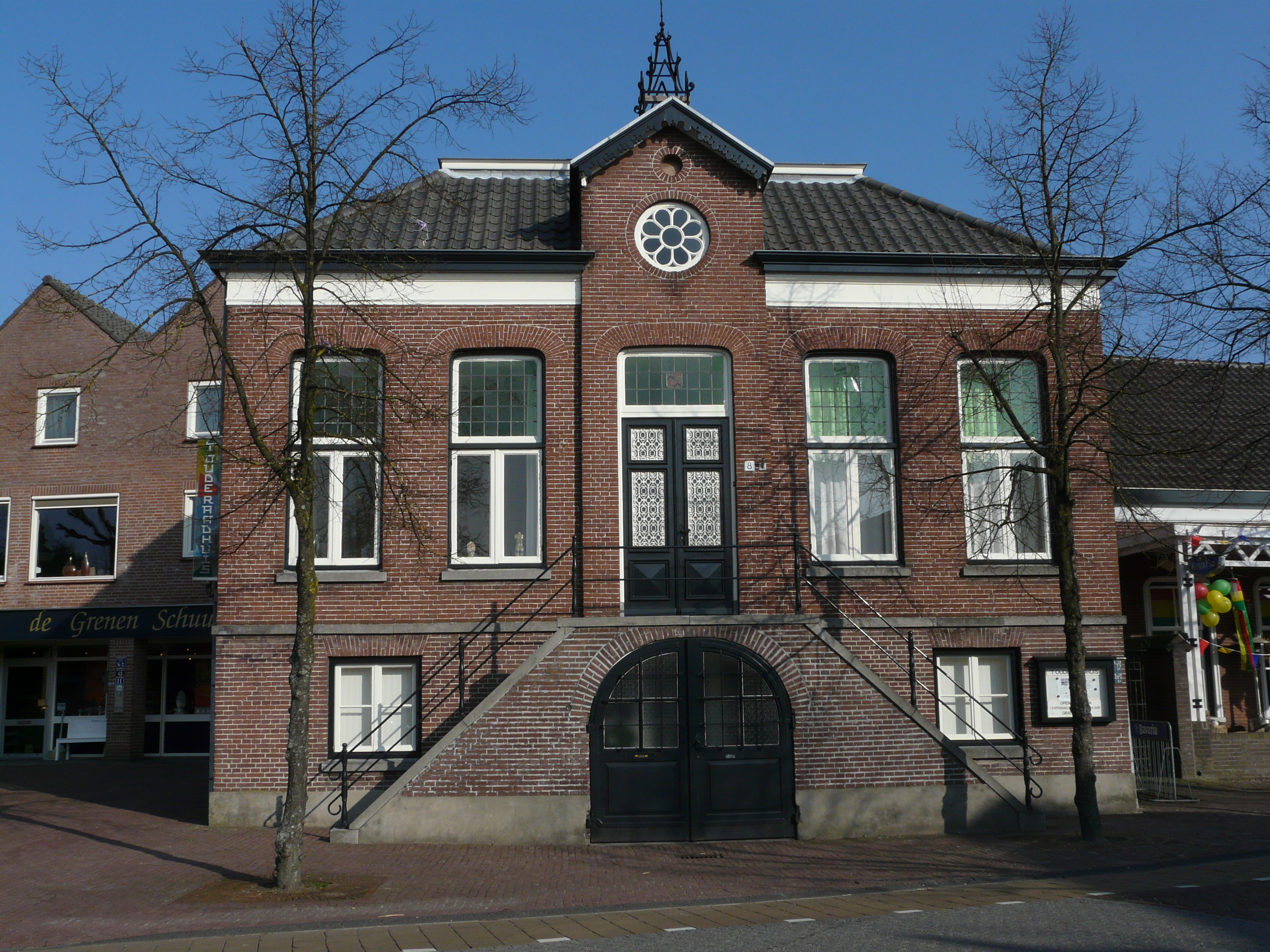
Beek en Donk: l'antico municipio (Oude Raadhuis)

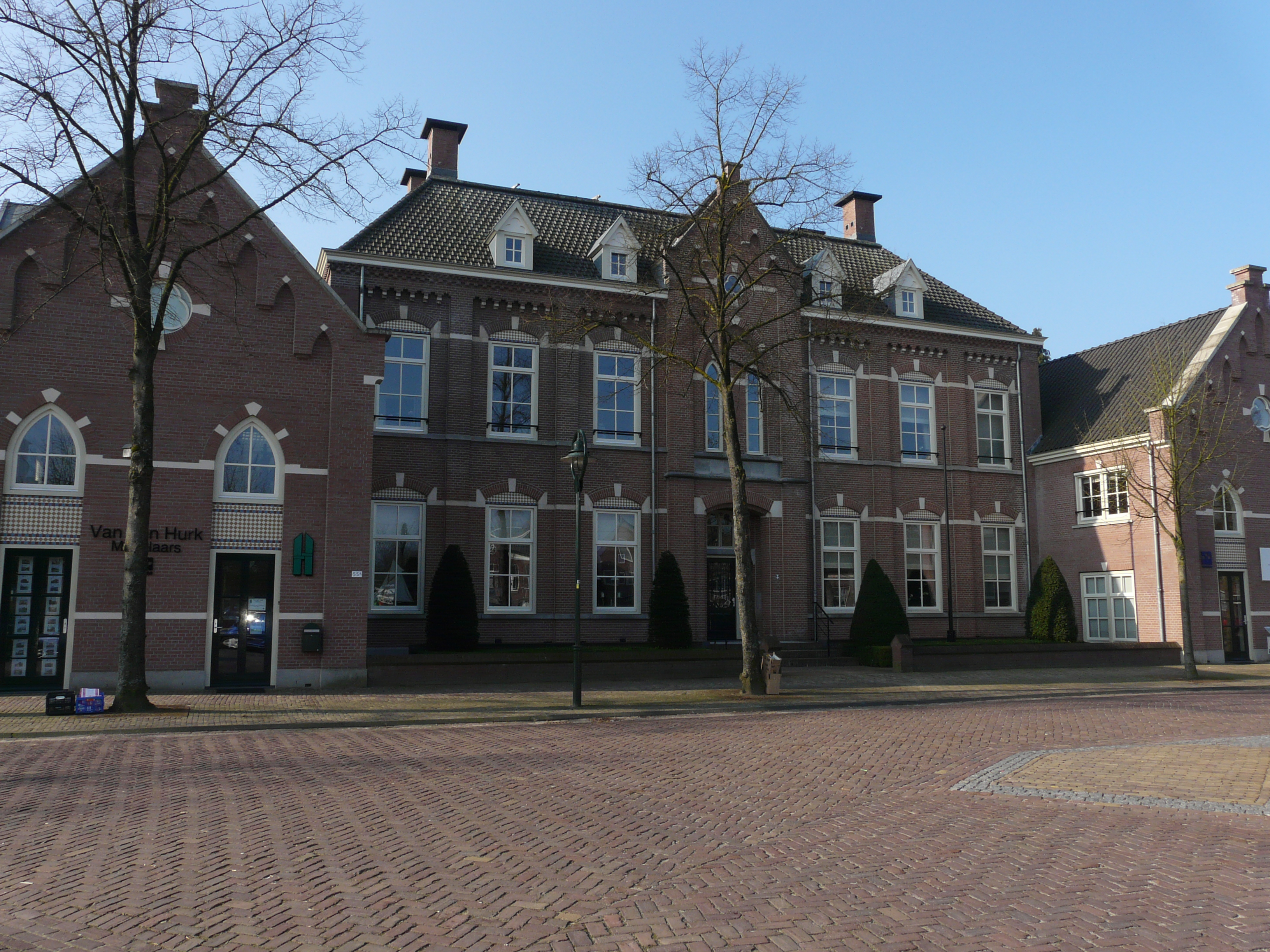
Beek en Donk: l'ex-convento

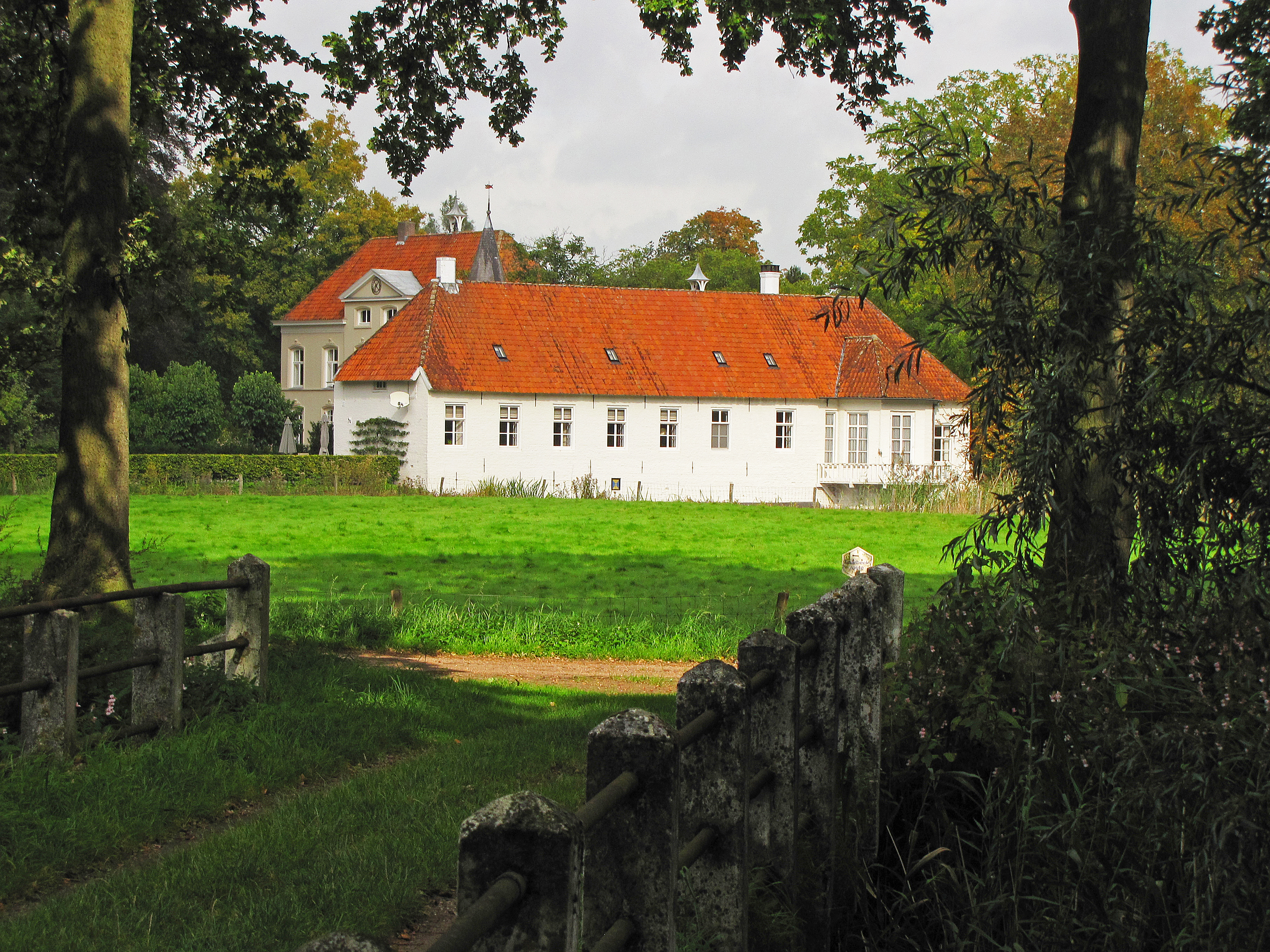
Beek en Donk: il castello Eikenlust, edificio classificato come rijksmonument

Beek en Donk è una cittadina di circa 9.000 abitanti del sud dei Paesi Bassi, facente parte della provincia del Brabante Settentrionale, e situata nella regione del Peelland e lungo il corso del fiume Aa. Dal punto di vista amministrativo, si tratta di un ex-comune, inglobato dal 1997 - insieme alle località di Aarle-Rixtel e Lieshout - nella municipalità di Laarbeek, di cui è il capoluogo.
La località è formata principalmente dai villaggi di Beek e Donk.

## Geografia fisica

### Collocazione
Beek en Donk si trova nella parte sud-orientale della provincia del Brabante Settentrionale ed è situata tra le città di Helmond e Gemert (rispettivamente a nord/nord-ovest della prima e a sud-ovest della seconda), a circa 20 km a nord-est di Eindhoven.

### Suddivisione amministrativa dell'ex-comune di Beek en Donk

#### Villaggi principali[2]
- Beek
- Donk
- Mariahout

#### Buurtschappen[2]
- Bemmerstraat
- Beekerheide
- Broekkant
- Donk
- Donkersvoort
- Heereneinde
- Heuvel
- Karstraat
- Lekkerstraat

## Società

### Evoluzione demografica
Al censimento del 2008, Beek en Donk contava una popolazione pari a 9.045 abitanti. Nel 2001, ne contava invece 8.955.

## Storia
I primi insediamenti nella zona su cui sorge Beek en Donk risalgono almeno alla metà del VII secolo.
Il 4 dicembre 1329, il duca di Brabante concesse agli abitanti di Beek, Donk, Aarle e Rixtel 
l'uso di alcuni terreni.
Nel 1392, questi villaggi furono ceduti a Dirck de Rovere.

## Stemma
Lo stemma di Beek en Donk deriva da due stemmi del casato di Leefdael, divenuto in seguito, tra il 1643 e il 1745 lo stemma della signoria di Beek en Donk.
Nel 1819, lo stemma era di colore blu suddiviso in quattro sezioni con inserti dorati. Nel 1890, i colori vennero modificati e il blu fu sostituito dal rosso e dal bianco/grigio, mentre gli inserti divennero di colore nero e rosso.

## Edifici e luoghi d'interesse

### Zoo di Beek en Donk
Tra i luoghi d'interesse, figura inoltre lo zoo di Beek en Donk, che è stato inaugurato nel 1977.

## Sport
- R.K.S.V. Sparta '25, squadra di calcio, fondata il 19 marzo 1920[9]